# Vršce
Vršce är en ort i Tjeckien. Den ligger i den centrala delen av landet, 70 km öster om huvudstaden Prag. Vršce ligger 266 meter över havet och antalet invånare är 230.
Terrängen runt Vršce är platt. Runt Vršce är det ganska glesbefolkat, med 45 invånare per kvadratkilometer. Närmaste större samhälle är Jičín, 12,7 km norr om Vršce. Trakten runt Vršce består till största delen av jordbruksmark.